# 鈴木淳 (国文学者)
鈴木 淳（すずき じゅん、1947年 - ）は、国文学者、元国文学研究資料館教授・副館長。
宮城県仙台市出身。國學院大學大学院日本文学研究科博士課程単位取得満期退学。1997年「江戸和学論考」で九州大学文学博士。人間文化研究機構国文学研究資料館教授（2013年退職）。専攻は近世文芸。

## 著書
- 江戸和学論考 ひつじ書房 1997.2
- 樋口一葉日記を読む 岩波セミナーブックス 2003.11
- 橘千蔭の研究 ぺりかん社 2006.2
- 江戸のみやび 当世謳歌と古代憧憬 岩波書店、2010
- エドモン・ド・ゴンクール著『北斎』覚書 ひつじ書房 2022.8

## 編纂・校訂など
- 百人一首改観抄 契沖 和泉書院 1995.8（百人一首注釈書叢刊）
- 新日本古典文学大系 68 近世歌文集 下 中村博保と校注 岩波書店 1997.8
- 和歌解釈のパラダイム 柏木由夫共編 笠間書院 1998.11
- 新編日本古典文学全集 82 近世随想集 小高道子と校注・訳 小学館 2000.6
- カリフォルニア大学ロサンゼルス校所蔵日本古典籍目録 三木身保子共編 刀水書房 2000.6
- 樋口一葉日記 樋口智子共編 岩波書店 2002.7
- ハーバード燕京図書館の日本古典籍 マクヴェイ山田久仁子共編著 八木書店 2008